# Zschepplin
Zschepplin è un comune di 3.082 abitanti della Sassonia, in Germania.
Appartiene al circondario (Landkreis) della Sassonia settentrionale (targa TDO) ed è parte della comunità amministrativa (Verwaltungsgemeinschaft) di Eilenburg-West.

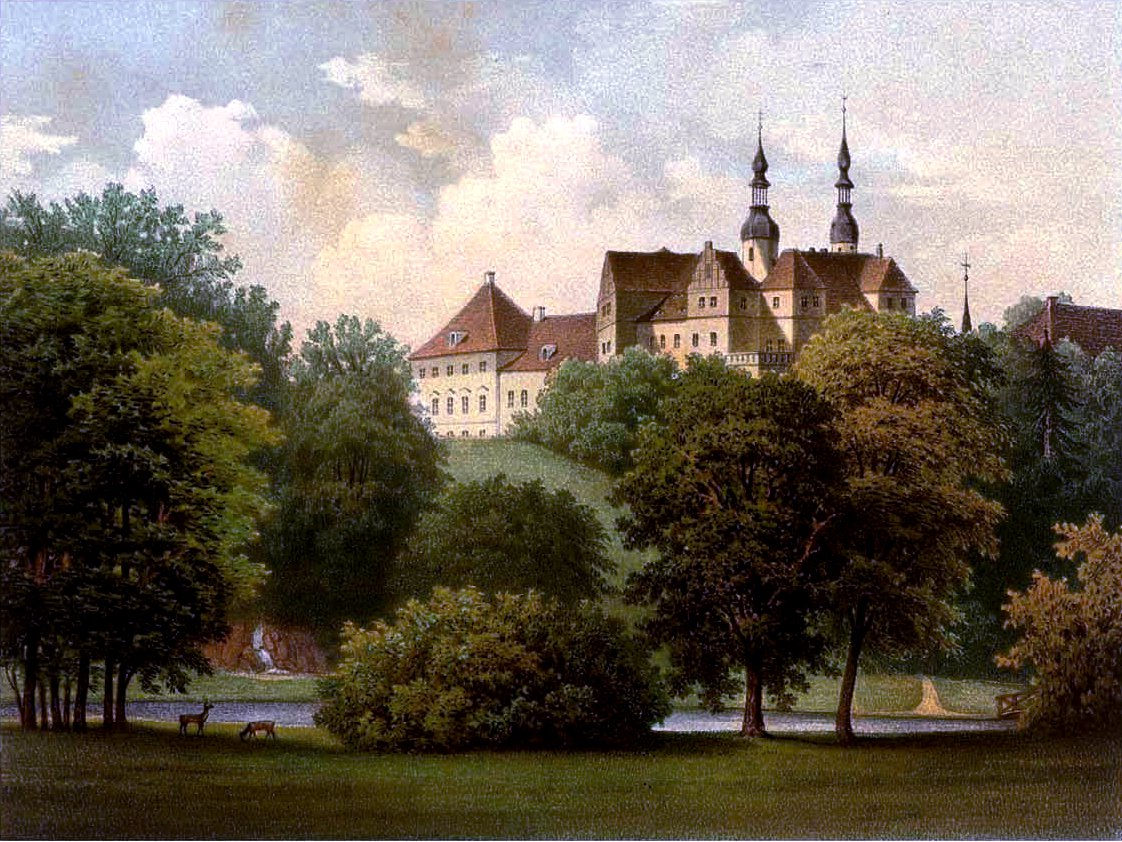
Palace Zschepplin around 1860, Edition by Alexander Duncker